# Manfred Sandmann
Manfred Sandmann (* 2. Juni 1906 in Rosenberg in Westpreußen; † 12. November 1980 in Berkeley) war ein deutschamerikanischer Romanist und Sprachwissenschaftler.

## Leben
Sandmann machte 1924 in Zoppot/Sopot Abitur und studierte dann ein Semester an der Technischen Hochschule Danzig, drei Semester an der Universität Jena und schließlich in Bonn. Hier promovierte er 1928 bei Wilhelm Meyer-Lübke über Die Bezeichnungen der Meise in den romanischen Sprachen. 1929–1932 war er in Danzig im Schuldienst. 1933 wurde er Assistent am Centro de Estudios Históricos in Madrid im Dienst von Ramón Menéndez Pidal. 1936 ging er nach London und hielt 1938 Vorlesungen am Bedford College. 1938–1945 war er Lecturer am French Department der Universität Glasgow, 1945–1950 Lecturer of Romance Philology an der Universität Edinburgh, 1950–1960 Professor of Modern Languages am University College of the West Indies, Jamaica.
1960 wurde Sandmann als Professor of French and Romance Philology an die University of California, Berkeley berufen und dort 1973 emeritiert.
Einen Ruf an die Universität Frankfurt a. M. lehnte er ab, kam aber mehrfach zu Gastvorträgen und Gastprofessuren (Hamburg 1968, Köln 1974, München 1974/75) nach Deutschland.
Der Schwerpunkt von Sandmanns Forschung lag im Bereich der Syntax. Schüler und Freunde widmeten ihm die Gedenkschrift Le Gai Savoir. Essays in Linguistics, Philology, and Criticism, ed. by Mechthild Cranston, Madrid 1983 (mit Auswahlbibliographie).

## Werke
- Subject and Predicate. A Contribution to the Theory of Syntax, Edinburgh 1954, 2. erw. Aufl. Heidelberg 1979 (mit bio-bibliographischem Nachwort von Rudolf Schützeichel)
- Expériences et Critiques. Essais de Linguistique générale et de Philologie romane, Paris 1973
- Das Klangbild der französischen Sprache. Ein Vergleich mit dem Englischen, München 1976